# Světový pohár v orientačním běhu 2002
Světový pohár v orientačním běhu 2002 (Orienteering World Cup 2002) byl 9. ročníkem této soutěže. Skládal se z 13 individuálních závodů, které se konaly v Belgii, Švýcarsku, Norsku, Švédsku, Maďarsku a Česku. Součástí Světového poháru bylo i Mistrovství Evropy v orientačním běhu 2002 v Sümegu v Maďarsku.  
V mužské kategorii zvítězil Bjørnar Valstad z Norska, který získal 358 bodů.  
V ženské kategorii dominovala Simone Niggli-Luder ze Švýcarska, která získala 434 bodů.
---

## Individuální závody Světového poháru 2002
| č. | Datum             | Trať         | Místo               | Vítěz muži       | Vítěz ženy          |
| -- | ----------------- | ------------ | ------------------- | ---------------- | ------------------- |
| 1  | 2. červenec 2002  | Middle       | Arlon, Belgie       | Marián Dávidík   | Vroni König-Salmi   |
| 2  | 3. červenec 2002  | Long         | Arlon, Belgie       | Pasi Ikonen      | Simone Niggli-Luder |
| 3  | 7. červenec 2002  | Sprint       | Fribourg, Švýcarsko | Yuri Omeltchenko | Simone Niggli-Luder |
| 4  | 9. červenec 2002  | Long         | Lausanne, Švýcarsko | Bjørnar Valstad  | Simone Niggli-Luder |
| 5  | 30. červenec 2002 | Sprint       | Røros, Norsko       | Bjørnar Valstad  | Emma Claesson       |
| 6  | 1. červenec 2002  | Long         | Røros, Norsko       | Pasi Ikonen      | Simone Niggli-Luder |
| 7  | 5. červenec 2002  | Middle       | Idre, Švédsko       | Pasi Ikonen      | Simone Niggli-Luder |
| 8  | 7. červenec 2002  | Ultralong    | Idre, Švédsko       | Mattias Karlsson | Simone Niggli-Luder |
| 9  | 25. září 2002     | Middle (EOC) | Sümeg, Maďarsko     | Mikhail Mamleev  | Gunilla Svärd       |
| 10 | 28. září 2002     | Sprint (EOC) | Sümeg, Maďarsko     | Emil Wingstedt   | Vroni König-Salmi   |
| 11 | 30. září 2002     | Long (EOC)   | Sümeg, Maďarsko     | Thomas Bührer    | Simone Niggli-Luder |
| 12 | 2. října 2002     | Sprint       | Brno, Česko         | Damien Renard    | Simone Niggli-Luder |
| 13 | 3. října 2002     | Long         | Brno, Česko         | Mats Haldin      | Vroni König-Salmi   |

---

## Celkové pořadí

### Muži
| Pořadí | Závodník        | Země   | Body |
| ------ | --------------- | ------ | ---- |
| 1.     | Bjørnar Valstad | Norsko | 358  |
| 2.     | Mikhail Mamleev | Itálie | 348  |
| 3.     | Mats Haldin     | Finsko | 347  |

### Ženy
| Pořadí | Závodnice           | Země      | Body |
| ------ | ------------------- | --------- | ---- |
| 1.     | Simone Niggli-Luder | Švýcarsko | 434  |
| 2.     | Vroni König-Salmi   | Švýcarsko | 374  |
| 3.     | Hanne Staff         | Norsko    | 367  |

---